# Eurykleia

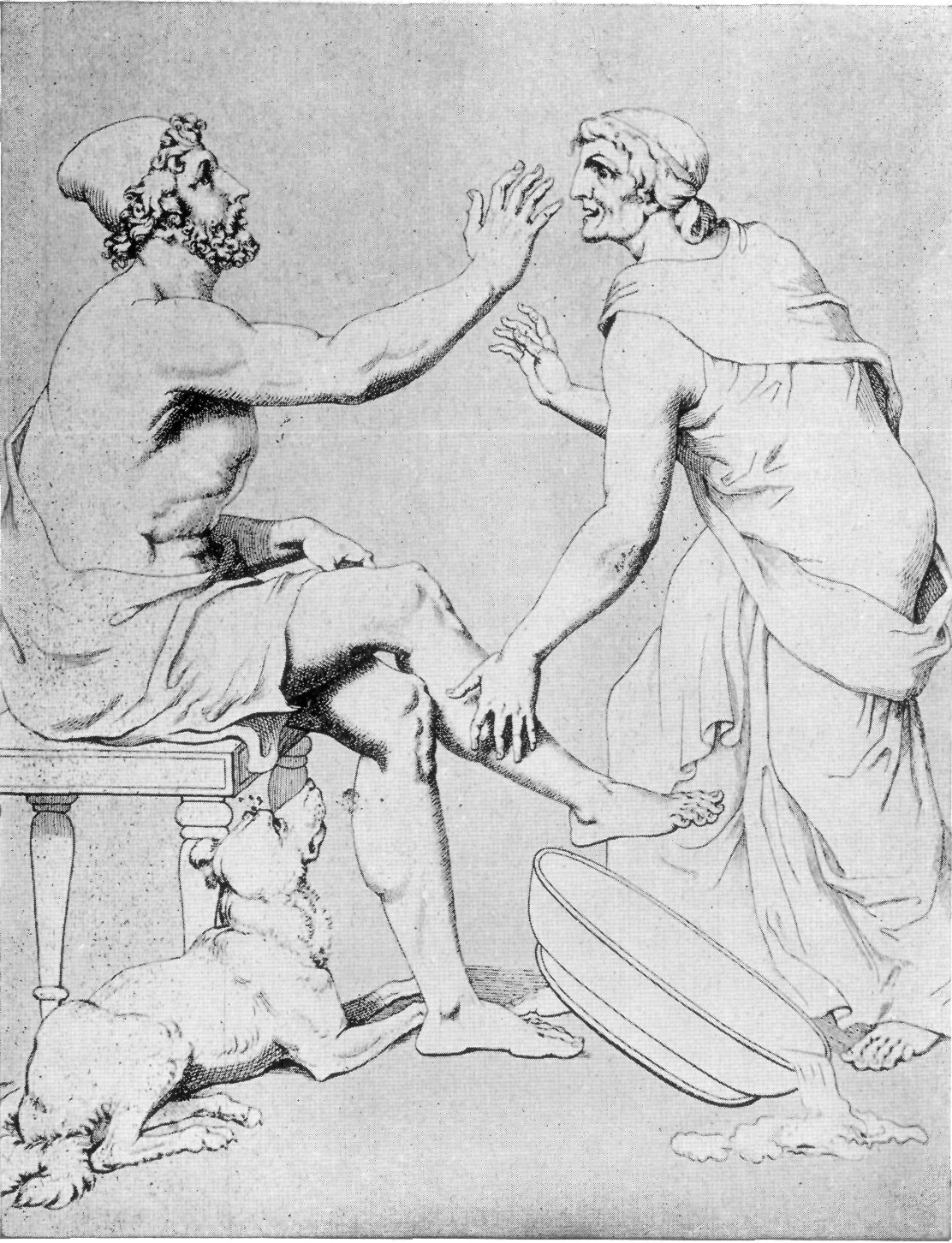
Odysseus en Euryclea door Christian Gottlob Heyne

Eurykleia (Latijn: Euryclea) was de voedster van Odysseus, zij had hem vanaf kinds af aan opgevoed.
Zij was een van de eerste die Odysseus herkende toen deze terugkwam uit de Trojaanse Oorlog, hoewel hij eruitzag als een zwerver - ze herkende hem aan zijn litteken op zijn been. Zij geeft hem een daarop een goed bad. Ook is zij het, die Odysseus helpt de "vrijers" (de mannen die tijdens zijn afwezigheid zijn vrouw, Penelope belaagden) te doden en eveneens wijst ze hem de dienaressen aan, die tijdens zijn afwezigheid de vrijers ter wille waren geweest.
In het begin van het epos de Odyssee is zij het ook die in het geheim het vertrek van Telemachos naar Pylos en Sparta helpt organiseren. In het hele verhaal blijft zij de trouwe slavin van Odysseus en zijn familie.
- Bibliothèque nationale de France: cb13557605j (data)
- Gemeinsame Normdatei: 120462591
- Système universitaire de documentation: 053433599
- Virtual International Authority File: 72225162